# Superliga Brasileira de Voleibol Feminino de 2020 - Série C
A Superliga Brasileira de Voleibol Feminino de 2020 - Série C foi a 3ª edição desta competição organizada pela Confederação Brasileira de Voleibol. Trata-se da terceira divisão do Campeonato Brasileiro de Voleibol Feminino, a principal competição entre clubes de voleibol feminino do Brasil. A Superliga C substituiu a extinta Taça Prata.
Participaram do torneio treze equipes provenientes de sete estados brasileiros. As treze equipes participantes foram dividas em quatro grupos. Todos os times jogaram entre si dentro dos respectivos grupos, classificando para semifinal e final. O campeão de cada sede se classificou para disputar a Superliga B Feminina 2021.

## Regulamento
A Superliga C feminina contou com a participação de 13 clubes espalhados em duas sedes. Pelo formato definido para o torneio, os times foram divididos em quatro grupos para as sedes de Campina Grande e Contagem. O campeão de cada sede garantiu a vaga na Superliga B 2021.

### Critérios de classificação nos grupos
1. Número de vitórias;
2. Pontos;
3. Razão de sets;
4. Razão de pontos;
5. Resultado da última partida entre os times empatados.

- Placar de 3–0 ou 3–1: 3 pontos para o vencedor, nenhum para o perdedor;
- Placar de 3–2: 2 pontos para o vencedor, 1 para o perdedor.

## Equipes participantes
Segue abaixo a lista das equipes participantes da Superliga Série C de 2020.
| Campina Grande (PB)   |                         |                  |
| A                     |                         |                  |
| Club Campestre        | Campina Grande          | Estreante        |
| Desportivo Rio Grande | Parnamirim              | Estreante        |
| Foz do Iguaçu/SMEL    | Foz do Iguaçu           | 3º Sede Marechal |
| B                     |                         |                  |
| ACV/Chapecó           | Chapecó                 | 1º Sede Chapecó  |
| Amavôlei Maringá      | Maringá                 | Superliga B      |
| Santa Cruz Vôlei      | Recife                  | Estreante        |
| Contagem (MG)         |                         |                  |
| A                     |                         |                  |
| AVG/Guarujá           | Guarujá                 | Estreante        |
| Instituo Mais Ação    | Belo Horizonte          | Estreante        |
| Sada Vôlei            | Guarujá                 | 2º Sede Recife   |
| B                     |                         |                  |
| CRES/Varginha         | Varginha                | Estreante        |
| Minas Náutico         | Belo Horizonte          | Estreante        |
| Vôlei Marechal        | Marechal Cândido Rondon | 2º Sede Marechal |
| Vôlei Taubaté         | Taubaté                 | Estreante        |

## Locais das partidas
| Campina Grande          | Contagem          |
| ----------------------- | ----------------- |
| Ginásio Clube Campestre | Ginásio do Riacho |
| Capacidade: 2.000       | Capacidade: 2.200 |

## Fase Classificatória
- Vitória por 3 sets a 0 ou 3 a 1: 3 pontos para o vencedor;
- Vitória por 3 sets a 2: 2 pontos para o vencedor e 1 ponto para o perdedor.
- Não comparecimento, a equipe perde 2 pontos.
- Em caso de igualdade por pontos, os seguintes critérios servem como desempate: número de vitórias, razão de sets e razão de ralis.

|  |                                  |
|  | Aceso a Série B 2021.            |
|  | Classificado para as semifinais. |

### Sede Campina Grande
|     |                       |     | Jogos | Jogos | Jogos | Resultados | Resultados | Resultados | Resultados | Resultados | Resultados | Sets | Sets | Sets  | Pontos | Pontos | Pontos |
| Pos | Equipe                | Pts | T     | V     | D     | 3–0        | 3–1        | 3–2        | 2–3        | 1–3        | 0–3        | V    | P    | R     | V      | P      | R      |
| --- | --------------------- | --- | ----- | ----- | ----- | ---------- | ---------- | ---------- | ---------- | ---------- | ---------- | ---- | ---- | ----- | ------ | ------ | ------ |
| 1   | Club Campestre        | 6   | 2     | 2     | 0     | 1          | 1          | 0          | 0          | 0          | 0          | 6    | 1    | 6,000 | 175    | 85     | 2.059  |
| 2   | Desportivo Rio Grande | 3   | 2     | 1     | 1     | 1          | 0          | 0          | 0          | 1          | 0          | 4    | 3    | 1.333 | 160    | 100    | 1.600  |
| 3   | Foz do Iguaçu/SMEL    | 0   | 2     | 0     | 2     | 0          | 0          | 0          | 0          | 0          | 2          | 0    | 6    | 0,000 | 0      | 150    | 0,000  |

|     |                  |     | Jogos | Jogos | Jogos | Resultados | Resultados | Resultados | Resultados | Resultados | Resultados | Sets | Sets | Sets  | Pontos | Pontos | Pontos |
| Pos | Equipe           | Pts | T     | V     | D     | 3–0        | 3–1        | 3–2        | 2–3        | 1–3        | 0–3        | V    | P    | R     | V      | P      | R      |
| --- | ---------------- | --- | ----- | ----- | ----- | ---------- | ---------- | ---------- | ---------- | ---------- | ---------- | ---- | ---- | ----- | ------ | ------ | ------ |
| 1   | ACV/Chapecó      | 6   | 2     | 2     | 0     | 2          | 0          | 0          | 0          | 0          | 0          | 6    | 0    | MAX   | 150    | 88     | 1.705  |
| 2   | Amavôlei Maringá | 3   | 2     | 1     | 1     | 1          | 0          | 0          | 0          | 0          | 1          | 3    | 3    | 1,000 | 130    | 123    | 1.057  |
| 3   | Santa Cruz Vôlei | 0   | 2     | 0     | 2     | 0          | 0          | 0          | 0          | 0          | 2          | 0    | 6    | 0,000 | 81     | 150    | 0.540  |

#### 1ª Rodada
| Data   | Hora  |                       | Placar |                    | Set 1 | Set 2 | Set 3 | Set 4 | Set 5 | Total | Relatório |
| ------ | ----- | --------------------- | ------ | ------------------ | ----- | ----- | ----- | ----- | ----- | ----- | --------- |
| 21 out | 17:30 | Desportivo Rio Grande | 3–0    | Foz do Iguaçu/SMEL | 25–0  | 25–0  | 25–0  |       |       | 75–0  |           |
| 21 out | 19:30 | Amavôlei Maringá      | 3–0    | Santa Cruz Vôlei   | 25–11 | 25–16 | 25–21 |       |       | 75–48 |           |

#### 2ª Rodada
| Data   | Hora  |                  | Placar |                       | Set 1 | Set 2 | Set 3 | Set 4 | Set 5 | Total  | Relatório |
| ------ | ----- | ---------------- | ------ | --------------------- | ----- | ----- | ----- | ----- | ----- | ------ | --------- |
| 22 out | 17:30 | Santa Cruz Vôlei | 0–3    | ACV/Chapecó           | 7–25  | 14–25 | 12–25 |       |       | 33–75  |           |
| 22 out | 19:30 | Club Campestre   | 3–1    | Desportivo Rio Grande | 24–26 | 25–16 | 25–19 | 26–24 |       | 100–85 |           |

#### 3ª Rodada
| Data   | Hora  |                | Placar |                    | Set 1 | Set 2 | Set 3 | Set 4 | Set 5 | Total | Relatório |
| ------ | ----- | -------------- | ------ | ------------------ | ----- | ----- | ----- | ----- | ----- | ----- | --------- |
| 23 out | 17:30 | ACV/Chapecó    | 3–0    | Amavôlei Maringá   | 25–19 | 25–16 | 25–20 |       |       | 75–55 |           |
| 23 out | 19:30 | Club Campestre | 3–0    | Foz do Iguaçu/SMEL | 25–0  | 25–0  | 25–0  |       |       | 75–0  |           |

#### Semifinal
| Data   | Hora  |                | Placar |                       | Set 1 | Set 2 | Set 3 | Set 4 | Set 5 | Total  | Relatório |
| ------ | ----- | -------------- | ------ | --------------------- | ----- | ----- | ----- | ----- | ----- | ------ | --------- |
| 24 out | 17:30 | ACV/Chapecó    | 3–2    | Desportivo Rio Grande | 24–26 | 25–20 | 18–25 | 25–16 | 15–12 | 107–99 |           |
| 24 out | 19:30 | Club Campestre | 1–3    | Amavôlei Maringá      | 25–27 | 16–25 | 27–25 | 21–25 |       | 89–102 |           |

#### Final
| Data   | Hora  |             | Placar |                  | Set 1 | Set 2 | Set 3 | Set 4 | Set 5 | Total | Relatório |
| ------ | ----- | ----------- | ------ | ---------------- | ----- | ----- | ----- | ----- | ----- | ----- | --------- |
| 25 out | 11:00 | ACV/Chapecó | 1–3    | Amavôlei Maringá | 20–25 | 25–20 | 21–25 | 16–25 |       | 82–95 |           |

### Sede Contagem
|     |                    |     | Jogos | Jogos | Jogos | Resultados | Resultados | Resultados | Resultados | Resultados | Resultados | Sets | Sets | Sets  | Pontos | Pontos | Pontos |
| Pos | Equipe             | Pts | T     | V     | D     | 3–0        | 3–1        | 3–2        | 2–3        | 1–3        | 0–3        | V    | P    | R     | V      | P      | R      |
| --- | ------------------ | --- | ----- | ----- | ----- | ---------- | ---------- | ---------- | ---------- | ---------- | ---------- | ---- | ---- | ----- | ------ | ------ | ------ |
| 1   | Sada Vôlei         | 5   | 2     | 2     | 0     | 0          | 1          | 1          | 0          | 0          | 0          | 6    | 3    | 2,000 | 206    | 187    | 1.102  |
| 2   | Instituo Mais Ação | 3   | 2     | 1     | 1     | 0          | 0          | 1          | 1          | 0          | 0          | 5    | 5    | 1,000 | 203    | 206    | 0.985  |
| 3   | AVG/Guarujá        | 1   | 2     | 0     | 2     | 0          | 0          | 0          | 1          | 1          | 0          | 3    | 6    | 0.500 | 181    | 197    | 0.919  |

|     |                |     | Jogos | Jogos | Jogos | Resultados | Resultados | Resultados | Resultados | Resultados | Resultados | Sets | Sets | Sets  | Pontos | Pontos | Pontos |
| Pos | Equipe         | Pts | T     | V     | D     | 3–0        | 3–1        | 3–2        | 2–3        | 1–3        | 0–3        | V    | P    | R     | V      | P      | R      |
| --- | -------------- | --- | ----- | ----- | ----- | ---------- | ---------- | ---------- | ---------- | ---------- | ---------- | ---- | ---- | ----- | ------ | ------ | ------ |
| 1   | Vôlei Taubaté  | 9   | 3     | 3     | 0     | 2          | 1          | 0          | 0          | 0          | 0          | 9    | 1    | 9,000 | 249    | 168    | 1.482  |
| 2   | Minas Náutico  | 6   | 3     | 2     | 1     | 1          | 1          | 0          | 0          | 0          | 1          | 6    | 4    | 1.500 | 229    | 216    | 1.060  |
| 3   | CRES/Varginha  | 3   | 3     | 1     | 2     | 1          | 0          | 0          | 0          | 1          | 1          | 4    | 6    | 0.667 | 205    | 232    | 0.884  |
| 4   | Vôlei Marechal | 0   | 3     | 0     | 3     | 0          | 0          | 0          | 0          | 1          | 2          | 1    | 9    | 0.111 | 181    | 248    | 0.730  |

#### 1ª Rodada
| Data   | Hora  |                    | Placar |                | Set 1 | Set 2 | Set 3 | Set 4 | Set 5 | Total  | Relatório |
| ------ | ----- | ------------------ | ------ | -------------- | ----- | ----- | ----- | ----- | ----- | ------ | --------- |
| 04 nov | 14:00 | CRES/Varginha      | 3–0    | Vôlei Marechal | 25–16 | 25–21 | 25–23 |       |       | 75–60  |           |
| 04 nov | 16:00 | Minas Náutico      | 0–3    | Vôlei Taubaté  | 23–25 | 18–25 | 17–25 |       |       | 58–75  |           |
| 04 nov | 18:00 | Instituo Mais Ação | 3–2    | AVG/Guarujá    | 25–20 | 20–25 | 25–14 | 16–25 | 15–12 | 101–96 |           |

#### 2ª Rodada
| Data   | Hora  |                | Placar |               | Set 1 | Set 2 | Set 3 | Set 4 | Set 5 | Total | Relatório |
| ------ | ----- | -------------- | ------ | ------------- | ----- | ----- | ----- | ----- | ----- | ----- | --------- |
| 05 nov | 14:00 | Vôlei Marechal | 1–3    | Vôlei Taubaté | 25–23 | 19–25 | 13–25 | 9–25  |       | 66–98 |           |
| 05 nov | 16:00 | CRES/Varginha  | 1–3    | Minas Náutico | 19–25 | 25–21 | 20–25 | 22–25 |       | 86–96 |           |
| 05 nov | 18:00 | Sada Vôlei     | 3–1    | AVG/Guarujá   | 25–18 | 21–25 | 25–19 | 25–23 |       | 96–85 |           |

#### 3ª Rodada
| Data   | Hora  |                | Placar |                    | Set 1 | Set 2 | Set 3 | Set 4 | Set 5 | Total   | Relatório |
| ------ | ----- | -------------- | ------ | ------------------ | ----- | ----- | ----- | ----- | ----- | ------- | --------- |
| 06 nov | 14:00 | Vôlei Marechal | 0–3    | Minas Náutico      | 21–25 | 16–25 | 18–25 |       |       | 55–75   |           |
| 06 nov | 16:00 | Vôlei Taubaté  | 3–0    | CRES/Varginha      | 26–24 | 25–13 | 25–7  |       |       | 76–44   |           |
| 06 nov | 18:00 | Sada Vôlei     | 3–2    | Instituo Mais Ação | 23–25 | 25–23 | 25–22 | 22–25 | 15–7  | 110–102 |           |

#### Semifinal
| Data   | Hora  |               | Placar |                    | Set 1 | Set 2 | Set 3 | Set 4 | Set 5 | Total  | Relatório |
| ------ | ----- | ------------- | ------ | ------------------ | ----- | ----- | ----- | ----- | ----- | ------ | --------- |
| 07 nov | 14:00 | Vôlei Taubaté | 3–1    | Instituo Mais Ação | 26–28 | 25–19 | 25–17 | 25–18 |       | 101–82 |           |
| 07 nov | 16:00 | Sada Vôlei    | 2–3    | Minas Náutico      | 25–23 | 17–25 | 17–25 | 25–20 | 4–15  | 88–108 |           |

#### Final
| Data   | Hora  |               | Placar |               | Set 1 | Set 2 | Set 3 | Set 4 | Set 5 | Total | Relatório |
| ------ | ----- | ------------- | ------ | ------------- | ----- | ----- | ----- | ----- | ----- | ----- | --------- |
| 08 nov | 11:00 | Vôlei Taubaté | 1–3    | Minas Náutico | 12–25 | 25–20 | 19–25 | 26–28 |       | 82–98 |           |

## Equipes classificadas para a Superliga Série B 2021
As seguintes equipes conquistaram o direito ao acesso: 
| Equipe           | Cidade         |
| ---------------- | -------------- |
| Amavôlei Maringá | Maringá        |
| Minas Náutico    | Belo Horizonte |